# Utricularia mangshanensis
Utricularia mangshanensis ist eine Pflanzenart aus der Gattung der Wasserschläuche (Utricularia) innerhalb der Familie der Wasserschlauchgewächse (Lentibulariaceae). Diese fleischfressende Pflanze wurde im Jahr 2007 erstbeschrieben.

## Beschreibung
Utricularia mangshanensis ist eine einjährige, krautige Pflanze, die in Blüte eine Wuchshöhe von 3 bis 6 Zentimeter erreicht. Die zahlreichen, 0,5 bis 8 (selten bis 10) Zentimeter langen und 0,2 bis 0,3 Millimeter dicken Stolonen sind fadenförmig und entweder un- oder zum Ende hin schwach verzweigt.
Die auf dem Untergrund aufliegenden, zahlreichen und ungestielten Blätter entspringen teils dem Ansatz der Blütenstandsachse und teils den Stolonen, die Blattspreiten sind linealisch oder umgekehrt-eiförmig, 0,8 bis 2,2 Zentimeter lang und 1 bis 2,5 Millimeter breit, häutig und üblicherweise unregelmäßig verzweigt, jede der sehr kleinen Verzweigung ist bis zu 6 Millimeter lang und an der Spitze gerundet, einnervig mit wenigen unregelmäßigen Seitenrippen. Die zahlreichen Fallen wachsen meist an den Stolonen, selten auf der Unterseite der Spreite, dort nah zum Rand hin. Sie sind eiförmig, gestielt und 0,6 bis 0,9 Millimeter lang, seitlich an der Öffnung finden sich zwei einfache, ahlenförmige Anhängsel, welche als Auslöser der Falle dienen.
Die einzelne, aufrechte und unverzweigte Blütenstandsachse ist 3 bis 6 Zentimeter hoch, der fadenförmige Blütenschaft ist kahl und blattlos, 2 bis 4 Zentimeter lang und 0,4 bis 0,7 mm dick. Trag- und Vorblätter stehen allein am Ansatz des Blütenstandes und sind miteinander unverwachsen, die Tragblätter sind breit eiförmig, an der Spitze abgerundet und 0,8 Millimeter lang, die Vorblätter länglich-rund mit abgerundeter Spitze und geringfügig schmaler als die Tragblätter.
Die ein oder zwei, selten drei Blüten stehen an aufwärtsweisenden, 0,4 bis 1,3 Zentimeter langen und 0,2 bis 0,3 Millimeter dicken, kahlen Blütenstielen. Die kaum nervierten, glatten Kelchlappen sind von ungleicher Form und Größe. Der obere Lappen ist breit ei- bis herzförmig, am Ende mit einem spitzen Fortsatz versehen und 1,5 bis 2 Millimeter lang und breit; der untere kleinere ist eiförmig bis elliptisch länglich-rund, mit gestutzter, eingekerbter Spitze, 1 bis 1,5 Millimeter lang und rund 0,6 Millimeter breit. Die Krone ist 4 bis 6 Millimeter lang, weiß und mit einem gelben Saftmal am Ansatz der Unterlippe versehen. Die Oberlippe ist eiförmig länglich-rund mit breit gestutzter Spitze und von ungefähr gleicher Länge wie der obere Kelchlappen, die Unterlippe ist fächer- bis axtförmig, am Ansatz verdickt, an der Spitze abgerundet, ganzrandig, leicht gewellt, 3 bis 4 Millimeter lang und 4 bis 5 Millimeter breit. Der gelbe Gaumen ist dicht besetzt mit kurzen Härchen. Der 3,5 bis 5 Millimeter lange Sporn ist ahlenförmig und leicht aufwärtsgebogen, geringfügig länger als die Unterlippe und an der Spitze gespalten in zwei spitz zulaufende kleine Lappen.
Die Staubfäden sind gebogen, rund 0,6 Millimeter lang, die Theken der Staubbeutel sind deutlich ausgeprägt. Der runde Fruchtknoten ist kahl und einkammerig, mit runder, fast sitzender Zentral-Plazenta an deren äußerem Ende ein Fortsatz mit dem oberen Teil der Fruchtknotenwand verwachsen ist. Der Griffel ist kurz, aber klar erkennbar. Die Narbe ist zweilappig, die untere kreisförmig und über die Narbenoberfläche zurückgeschlagen, die Oberlippe wesentlich kleiner, länglich-rund oder dreieckig.

## Verbreitung
Utricularia mangshanensis ist beheimatet im Mangshan-Gebirge, einem Naturreservat in der chinesischen Provinz Henan, in Höhenlagen von 750 m in subtropischem Klima. Sie gedeiht dort auf nassen Klippen zwischen Moosen.

## Systematik und Botanische Geschichte
Utricularia mangshanensis wurde erstmals 2003 während einer botanischen Exkursion gesammelt. Nach weiteren Aufsammlungen 2004 und der Erkenntnis, es mit einer bisher unbekannten Art zu tun zu haben, veröffentlichte G.-W. Hu Ende 2007 die Erstbeschreibung, das Art-Epitheton verweist auf den Fundort.
Utricularia mangshanensis ähnelt stark Utricularia peranomala, einer Art, die zuvor monotypisch die Sektion Kamienskia bildete und in die auch Utricularia mangshanensis gestellt wurde. Von Utricularia peranomala unterscheidet sie sich vor allem in der unregelmäßigen Verzweigung der Blätter, den unverwachsenen Trag- und Vorblättern, der weißen Blüte mit gelbem Saftmal und dem gespaltenen Sporn.